# Louis de Jaucourt
Pour les articles homonymes, voir Jaucourt.
Louis de Jaucourt, né à Paris le 27 septembre 1704 et mort à Compiègne le 3 février 1780, est un collaborateur prolifique de l'Encyclopédie de Diderot et D'Alembert. Le chevalier de Jaucourt, comme on le désigne habituellement, était aussi médecin.

## Biographie

### Éducation
Bien qu'officiellement convertie au catholicisme, la famille de Jaucourt, de vieille noblesse bourguignonne et protestante, est regardée d'un œil soupçonneux. Lorsque ses parents cherchent à exploiter leurs réseaux de famille huguenots pour offrir à leur fils, dès l'âge de 8 ans, une formation à l'étranger, il est obligé d'utiliser un nom d'emprunt, Louis de Neufville ; sa thèse à l'université de Genève est publiée sous ce nom. C'est à Genève qu'il étudie la théologie protestante.
Il étudie ensuite trois ans les mathématiques et la physique à l'université de Cambridge, puis la médecine à l'université de Leyde. C'est à Leyde qu'il fait la connaissance de Théodore Tronchin et d'Herman Boerhaave et obtient un doctorat en médecine (sans avoir toutefois l’intention de la pratiquer, sauf pour les pauvres).
Revenu en France en 1734, il achète la paix avec ceux qui contestent devant les tribunaux son droit à l'héritage de ses grands-parents maternels, confisqué pour « fait de religion » (ils avaient quitté la France).

### Une encyclopédie perdue
Jaucourt consacre vingt-cinq ans de sa vie (1722–1748) à consigner ses connaissances médicales dans un grand dictionnaire encyclopédique, Lexicon medicum universale. Mais le manuscrit, dont il n’existe pas de copie intégrale, disparaît dans le naufrage en 1762 du vaisseau qui l’amène à l’imprimeur hollandais.
Sa version est remise en cause par Gerhardt Stenger. Selon lui, il n'est pas certain que Jaucourt ait rédigé ce grand dictionnaire encyclopédique en six volumes.

### L'«esclave de l’Encyclopédie»
Le premier article signé de Jaucourt dans l’Encyclopédie est l'article « Bysse » du volume 2, publié en 1752. À partir de cette date, l'implication de Jaucourt croît jusqu'à la fin de l'aventure éditoriale (1765), en dépit des suspensions de la publication et des dangers. Il rédige ainsi près du quart des articles des derniers tomes, ou près de 17 000 pour un total de 68 000,,. Sa puissance de travail sert à Voltaire, dans une lettre à d’Alembert, à piquer celui-ci sur le rôle de Diderot : « Je m’aperçois, dit-il avec quelque exagération, que le chevalier de Jaucourt a écrit les trois quarts de l’Encyclopédie. Votre ami [Diderot] était donc occupé ailleurs ? »
En 1765, après huit ans d’interdiction, la publication de l’Encyclopédie reprend. Jaucourt, aidé de secrétaires qu’il paye de sa poche, va jusqu’à rédiger quatre articles par jour. Les dix derniers volumes paraissent d'un coup : une contribution sur deux vient de celui que Diderot appelle l’« esclave de l’Encyclopédie ».

Publiquement, Diderot fait l’éloge de Jaucourt. Dans l'« Avertissement » du tome 8 en 1765, il écrit : 

« Si nous avons poussé le cri de joie du matelot, lorsqu’il aperçoit la terre, après une nuit obscure qui l’a tenu égaré entre le ciel et les eaux, c’est à M. le chevalier de Jaucourt que nous le devons. Que n’a-t-il pas fait pour nous, surtout dans ces derniers temps ? Avec quelle constance ne s’est-il pas refusé à des sollicitations tendres et puissantes qui cherchaient à nous l’enlever ? Jamais le sacrifice du repos, de l’intérêt et de la santé ne s’est fait plus entier et plus absolu. Les recherches les plus pénibles et les plus ingrates ne l’ont point rebuté. Il s’en est occupé sans relâche, satisfait de lui-même, s’il pouvait en épargner aux autres le dégoût. Mais c’est à chaque feuille de cet ouvrage à suppléer ce qui manque à notre éloge ; il n’en est aucune qui n’atteste et la variété de ses connaissances et l’étendue de ses secours. »

 En privé pourtant, à travers sa correspondance en tous cas, Diderot se montre moins admiratif : « Ne craignez pas qu'il s'ennuie de moudre des articles : Dieu le fit pour cela. »
Les contributions de Jaucourt touchent tous les domaines du savoir (histoire, géographie, sciences, politique), mais en particulier la médecine et la biologie, où il se montre mécaniste, et donc en opposition avec Jean-Joseph de Chambaud, vitaliste. Il est aussi l'un des quatre contributeurs aux articles d'astronomie, qui répandent la théorie de l'héliocentrisme dans la société de l'époque.
Jaucourt, nettement incliné dans la direction qui sera celle de la Révolution, est l’auteur des articles « Esclavage » en 1755, et « Traite des nègres » (demandant son abolition) en 1765, ou encore d’articles où il prend position sur des sujets délicats, tels que « Guerre », « Inquisition », « Monarchie », « Patrie », « Peuple » ou « Presse » …
Dans une telle masse d'articles, on ne pouvait éviter l'inégalité des contributions. Philipp Blom écrit : « Alors que certaines définitions sont plutôt mal rédigées, on trouve sous le nom de Jaucourt des contributions dont l’éloquence ne le cède en rien aux plus grands noms de son époque, comme les droits des citoyens, les persécutions religieuses ou la liberté de religion. »

### Fin de vie et notoriété
Le 8 janvier 1756, Louis de Jaucourt devient membre de la Royal Society de Londres et, en 1764, de l'Académie royale de Berlin.
Il appartient aussi aux académies de Stockholm et de Bordeaux. En plus de nombreux articles dans l’Encyclopédie il écrit une Vie de Leibniz et un grand nombre de mémoires adressés à diverses académies ou sociétés savantes.
Quelques mois avant sa mort, il se retire à Compiègne. Il y emploie le jeune Mercier de Compiègne comme secrétaire. Il est inhumé au cimetière de Saint-Jacques de la ville. On ne lui connaît aucun mariage, ni aucune descendance.
Malgré son rôle décisif dans l'achèvement de l'Encyclopédie, Jaucourt n'a pas atteint la notoriété de Diderot et de d'Alembert. « Sa modestie, sa discrétion, son militantisme serein », sa foi protestante, n'y sont sans doute pas totalement étrangers. Le manque actuel de notoriété de Jaucourt perpétue l'effacement que cet encyclopédiste polyglotte, membre de quatre académies, connut de son vivant. « Le chevalier de Jaucourt, écrit Michaud, était d'un caractère doux et affable : il n'avait d'autre passion que celle de rendre service ; et quoique sa fortune fût médiocre, il aidait de sa bourse tous ceux qui s'adressaient à lui. Il ne sollicita jamais aucune faveur, ne prit part à aucune dispute littéraire : enfin, comme il le dit lui-même, sans besoins, sans désir, sans ambition, sans intrigue, il chercha son repos dans l'obscurité de sa vie. » On peut certainement dire que, sur la quantité d'articles fournis, peu, finalement, sont totalement originaux, mais, sans lui, l'Encyclopédie serait probablement restée à l'état de ce qu'on appelle un beau et grand projet.

## Publications (sélection)
Les titres précédés de « LN » ont été publiés sous le pseudonyme de Louis de Neufville.

### Ouvrages
- LN  (la) Disquisitio physiologica de fontium origine : in qua de fontibus singularibus nonnulla adnectuntur, Genève, 1723 (OCLC 728265295) — Thèse sous la direction d'Étienne Jallabert[24],[25].
- LN (la) Dissertatio medica inauguralis de allantoide humana, 1730 — Thèse de médecine à Leyde, sur l'allantoïde humaine..
- LN « La vie de M. Leibnitz [sic[26]] », dans Gottfried Wilhelm Leibniz, Essais de théodicée sur la bonté de Dieu, la liberté de l'homme et l'origine du mal, nouvelle édition, augmentée de l'histoire, de la vie et des ouvrages de l'auteur, Amsterdam, François Changuion, t. 1, 1734, p. 1-p. 210. Ce travail d'édition et de bibliographie a un second tome, 1746.
  - Réédition Amsterdam, 1747, 2 vol. petit in-8°[27].
  - Réédition, Lausanne, Marc-Michel Bousquet, 1760.
  - LN Histoire de la vie, et des ouvrages de Mr. Leibnitz, Amsterdam, 1734. — Tiré à part.
  - (de) Geschichte des Herrn von Leibniz und Verzeichnis seiner Werke, Leipzig, 1757.

#### Ouvrage perdu
- Lexicon medicum universale en six volumes. — Jaucourt s'est servi des articles dont il avait copie pour l'Encyclopédie[28].

### Traductions
- (la) Joseph-Guichard Du Verney, Traité sur l'organe de l'ouïe, trad. par Jaucourt[3],[29],[30].

### Contributions et collaborations

#### Articles de l’Encyclopédieattribués à Jaucourt (sélection)
On ne reprend ici que les articles cités dans les sources consultées. Dans l’Encyclopédie, les articles de Jaucourt sont généralement signés « D. J. » ou suivis de la mention « Cet article est de M. le chevalier de Jaucourt ».
Pour chaque article, on donne l'entrée, la localisation dans l'Encyclopédie (volume:page), un lien vers la première page de l'article et les références d'une éventuelle réédition isolée de l'article.

#### Description d'un cabinet de curiosités
- (avec Gaubius, Pieter van Musschenbroek et Pierre Massuet) Locupletissimi rerum naturalium thesauri accurata descriptio et iconibus artificiosissimis expressio per universam physices historiam, 1754 : t. 1 ; t. 2 ; t. 3 ; t. 4Description du cabinet de curiosités d'Albertus Seba.

#### Mercure de France
- Consulter Joannis Guigard, Indicateur du Mercure de France, 1869, p. 73

#### Bibliothèque raisonnée(contestable)
- Collaboration à la Bibliothèque raisonnée des ouvrages des savants de l'Europe depuis l'établissement de ce journal en 1728 jusqu'en 1740[3],[20].

## Compléments

### Éponymie
- Une rue porte son nom dans le 12e arrondissement de Paris depuis 1885.
- La rue où il habitait au château de Brinon-sur-Beuvron porte également son nom.